# 50 Fremont Center
50 Fremont Center – wieżowiec w San Francisco w Stanach Zjednoczonych. Ma prawie 183 metry wysokości i 43 piętra. Wykonano go w stylu modernistycznym. Jego budowa rozpoczęła się w roku 1983, a zakończyła w 1985 roku. Jest to 4. co do wysokości budynek w San Francisco, z wysokością równą 101 California Street z którym jest na tym samym miejscu. Budynek ten został zaprojektowany przez Skidmore, Owings & Merrill. Jego powierzchnia użytkowa jest wykorzystywana w celach biurowych. W budynku tym znajduje się 20 wind.